# K. k. priv. Spiegelfabrik
Die k. k. priv. Spiegelfabrik, zuvor Spiegelfabrik Viehofen oder Viehofner Spiegelfabrik, war die erste Fabrik im heutigen St. Pöltner Stadtteil Viehofen. Ignaz Hessl erwarb 1804 die ehemalige Mühle und ließ sie zur Erzeugung von Spiegeln umbauen, sie war einer der größten Spiegelproduzenten im Kaisertum Österreich. Die Fabrik wurde 1858 geschlossen und ab 1866 zur Spitzen- und Bobinet- und Vorhänge-Fabrik F. Austin umgebaut. In Zukunft soll hier eine Seniorenwohnsiedlung entstehen.

## Geschichte
An der Stelle der Spiegelfabrik bestand seit mindestens 1510 eine durch einen Werkbach der Traisen angetriebene Mühle, genannt Medlische Mühle oder Medle'sche Mühle. Als Ignaz Benedict Hessel sie 1804 für 19.000 Gulden kaufte, war der bauliche Zustand schlecht. Er beabsichtigte in den folgenden sechs Jahren eine Spiegelerzeugung einzurichten, im Mai 1806 begann man mit dem Bau des Fabriksgebäudes und des Folienhammers. Kurz danach begann man mit der Errichtung der Beamtenwohnung und des Magazins. Im April 1807 waren die Schleife und vier Poliertische in Betrieb. Die meisten Arbeiter kamen, wie auch der Werkmeister, aus der Spiegelfabrik zu Birkstein im Leitmeritzer Kreis in Böhmen.
Die Materialien zur Spiegelherstellung kamen teilweise aus dem direkten Umfeld, so wurde das Schleifmaterial aus zwei zum Betrieb gehörigen Sandgruben in Groß- und Kleinrust gewonnen. Das weiße Rohglas wurde ursprünglich aus Böhmen bezogen und in Viehofen geschliffen, poliert und belegt. 1816 schlossen sich die Spiegelfabrik Viehofen und Georg Voith, der seit 1795 eine Glashütte im steirischen St. Vinzenz betrieb, gemeinsam mit der Glashütte von Johann von Reichenhall in Sankt Paul im Lavanttal zu einer Gesellschaft zusammen, die forthin als k. k. priv. Spiegelfabrik firmierte. Die in Viehofen verarbeiteten Gläser stammten von nun an aus den beiden Glashütten in Kärnten und der Steiermark. 1819 wird Thomas Voith als Besitzer angegeben, 1836 Josephine Haubtmannsberger, geborene Voith.
Franz Xaver Schweickhardt beschreibt die Spiegelfabrik 1836 relativ ausführlich. Das Fabriksgebäude war ein zweistöckiger Bau, in dessen Erdgeschoß sich neben den Wasserkraftanlagen und Maschinen 16 Schleiftische befanden. Weiters war ein Polierwerk für die Facetten untergebracht. Sowohl im ersten als auch im zweiten Obergeschoß befanden sich neben anderen Einrichtungen große Poliersäle mit je sechs Poliertischen. In unmittelbarer Umgebung standen Nebengebäude, die die Beamtenwohnungen, Lagerräume sowie die Sandsieben beherbergten. Hinter der Anlage befanden sich das Folienhammerwerk und die Gipsbrennerei sowie die Arbeiterwohnhäuser.
1846 wurde die Fabrik mit der Goldenen Medaille des österreichischen Gewerbevereins ausgezeichnet. Zu diesem Zeitpunkt beschäftigte das Unternehmen 800 Mitarbeiter, wovon je etwa die Hälfte in Viehofen und St. Vinzenz beschäftigt waren. Als Eigentümer wird Johann B. Haubtmannsberger, offenbar der Gatte Josephines, angegeben. 1854 wird Amalia Edle von Beck als Besitzerin angegeben, die Fabrik erzeugte 1.260 Spiegel. 1858 wurden sowohl das Viehofner Werk als auch die Glashütte in St. Vinzenz stillgelegt. 
In den folgenden Jahren betrieb Johann Schoder eine Kaltwasserheilanstalt in der ehemaligen Fabrik, 1866 erwarb Frederick Austin das Gelände und baute es zur Spitzen- und Bobinet- und Vorhänge-Fabrik F. Austin aus. Im Juli 2010 wurde der Plan bekanntgegeben, auf dem Gelände eine Seniorenwohnsiedlung mit Pflegeheim zu errichten.